# 氷見市立仏生寺小学校
氷見市立仏生寺小学校（ひみしりつ ぶっしょうじしょうがっこう）は富山県氷見市にあった公立小学校。

## 概要
氷見市仏生寺地区を中心に通学区が広がる。児童数が2009年には40名、2010年には26名となるなど児童数の減少から、2011年3月末で廃校となり136年の歴史を閉じることとなった。ハンドボール（特に女子）が強く、全国小学生ハンドボール大会で2008年、2009年と2連覇、全国準優勝も6回経験している。こうした活躍に対して氷見市名誉市民の安部清にちなんだ「安部賞」を2009年4月に受賞している。

## 沿革
- 1875年 櫟小学校として創立（その後一栄小学校と改称）
- 1890年 三遷小学校と改称
- 1892年 佛生寺尋常小学校と改称
- 1925年 高等科併置
- 1947年 高等科を廃止、佛生寺小学校と改称
- 1954年 市町村合併により、氷見市立佛生寺小学校と改称
- 1993年 分校を吸収合併、統合校舎が1994年に富山県建築賞、1995年に文教施設協会会長賞受賞
- 2002年 富山県教育委員会よりケナフを教材とした総合的な体験学習実施校に指定される
- 2004年 林野庁学校林を活用した森林環境教育促進事業受託、第11回コカ・コーラ環境教育賞主催者賞受賞
- 2006年 文部科学省より「義務教育の保障に資する学校評価システム構築事業」受託、「豊かな体験活動推進事業（長期宿泊体験）」研究指定を受ける
- 2011年3月 学校統合のため閉校
- 2011年4月 校舎が富山大学理学部・氷見市連携研究室に転用される。

## 主な卒業生
- 南弘 - 逓信大臣、福岡県知事
- 林正之 - 氷見市長